# Łominy
Łominy [pronunciación en polaco: /wɔˈminɨ/] es un pueblo ubicado en el distrito administrativo de Gmina Ujazd, dentro del condado de Tomaszów Mazowiecki, Voivodato de Łódź, en el centro de Polonia. Se encuentra a unos 14 kilómetros al noroeste de Tomaszów Mazowiecki y a 36 kilómetros al sureste de la capital regional Łódź.